# Borbély Mihály (mérnök)
Borbély Mihály (1919–?) Kossuth-díjas textilmérnök, gépészmérnök. A Győri Vagon- és Gépgyár főkonstruktőre, a Rába Botond egyik tervezőmérnöke, később a Győri Textilművek főmérnöke, majd a Rábatex műszaki igazgatója. 1956 után a svájci Rüti gyár konstruktőre.

## Élete
1953-ban megkapta a Kossuth-díj bronz fokozatát egy textilipari találmányáért, az izoponderikus szádkiemelés megoldásáért; az indoklás megfogalmazása szerint „a textilipar egész területén felhasználható új szövőszék-beállítási elmélet megalkotásáért és gyakorlati kivitelezésének kidolgozásáért”.